# خلیل‌بیگ خاصمحمدف
خلیل‌بیگ خاصمحمدف (ترکی آذربایجانی: Xəlil bəy Xasməmmədov) سردمدار و دیپلمات آذربایجانی بود. وی زمامداری وزارت‌های دادگستری و داخله (کشور) در جمهوری دمکراتیک آذربایجان را در سال ۱۹۱۸ بر عهده داشت.

## زندگی‌نامه
خلیل‌بیگ خاصمحمدف در سال ۱۸۷۳، در خانواده ای وکیل در شهر گنجه به دنیا آمد. وی دانش‌آموخته رشته حقوق از دانشگاه دولتی مسکو در سال ۱۸۹۵ بود. خلیل‌بیگ تأثیرات زیادی در رابطه با شکل‌گیری جهان‌بینی خود از «اسمائیل‌بیگ گاسپیرانلی» گرفت. شروع فعالیت سیاسی خلیل‌بیگ خاصمحمدف به دوران دانشجویی اش برمی گردد؛ زمانی که وی عضو «سازمان هم‌میهنان مسلمان قفقاز» بود. او سپس به عنوان وکیل مدافع در دادگاههای منطقه ای کراسنودار و گنجه کار کرد.

## کارنامه سیاسی
خلیل‌بیگ خاصمحمدف در پاییز سال ۱۹۰۵، همراه با برادرش «علی اکبر» در تأسیس سازمان «دفاعی» حضور پیدا کردن؛ سازمانی سیاسی که در گنجه فعال بود. این گروه که شامل روشنفکرانی نظیر نصیب بیگ یوسف بیگلی، «اسماعیل زیادخانف» و احمدبیگ آقایف بود، با هدف مقابله با فعالیت‌های فدراسیون انقلابی ارمنی پایه‌گذاری شده بود.
خاصمحمدف نماینده دوره اول و دوم دومای روسیه بود. در نوامبر ۱۹۱۱، وی به همراه ۵ نماینده آذربایجانی دیگر در سخنرانی کم سابقه ای در دومای روسیه، سیاست تبعیضآمیزی را که، آذربایجانیان و سایر مردمان مسلمان قفقاز را با تحمیل پرداخت مالیات از گذراندن خدمت سربازی در نیروهای مسلح این امپراتوری منع می‌کرد، به باد انتقاد شدید گرفت. او به عنوان عضو حزب مساوات، فعالانه در جنبش ملی آذربایجان برای تأسیس جمهوری خودمختار در داخل مرزهای امپراتوری روسیه مشارکت داشت.
خلیل‌بیگ خاصمحمدف در تأسیس جمهوری دمکراتیک آذربایجان به سال ۱۹۱۸ نقش چشمگیری ایفا نمود. او نماینده شورای ملی و از امضاکنندگان اعلامیهٔ استقلال جمهوری دمکراتیک آذربایجان در ۲۸ ماه مه سال ۱۹۱۸ در شهر تفلیس بود.
در دوره جمهوری دمکراتیک آذربایجان، خواصمحمدف به ترتیب سکانداری چند وزارت را در ۴ کابینه دولت از مجموع ۵ کابینه بر عهده داشت. او در ۲۸ ماه مه سال ۱۹۱۸، به عنوان وزیر دادگستری منصوب شده و تا ۱۷ ژوئن همان سال در این سمت باقی ماند. از ۲۶ دسامبر ۱۹۱۸ تا ۱۶ ژوئن ۱۹۱۹ سکان هدایت وزارت داخله در دست او بود. این سیاستمدار آذربایجانی در ۲۴ دسامبر ۱۹۱۹ مجدداً به زمامداری وزارت دادگستری رسید، که تا ۱ آوریل ۱۹۲۰، یعنی پایان هیئت دولت پنجم عهده‌دار آن شد. وی در دوران ریاست خود بر چند وزارتخانه مختلف، همکاری قوی ای بین وزارت‌های دفاع، امنیت ملی و کشور نسبت به تهدیدهای خارجی علیه حاکمیت ملی و دولت‌داری ایجاد کرد.
در اویل ماه آوریل سال ۱۹۲۹، خواصمحمدف به عنوان سفیر جمهوری دمکراتیک آذربایجان در ترکیه تعیین شد؛ ولی از آنجا که همزمان با ورود او به استانبول، دولت متبوعش به دست بلشویکها سقوط کرد، تا آخر عمرش در این کشور پنادنده شد و در سال ۱۹۴۵ درگذشت.